# Геруцький Євдоким
Геруцький Євдоким (1868 — р. с. невід.) — військовий, громадський та політичний діяч на Зеленому Клині. Полковник, завідувач військовою голубиною станцією у м. Владивосток (нині місто в РФ). Народився в м. Одеса. Один із організаторів Владивостоцької української громади. Від 1917 — голова Емігрантського бюро у Владивостоці; член владивостоцького товариства «Просвіта». У квітні 1917 обраний членом Владивостоцької ради робітничих та військових депутатів від української громади. Протягом 1918–22 не раз обирався до Владивостоцької міської думи від Українського блоку. 1918–21 — заступник голови товариства «Владивостоцька українська хата», 1921 — голова Українського національного комітету у Владивостоці. В листопаді 1922, після встановлення на Далекому Сході рад. влади, заарештований і засуджений на Читинському процесі 1924 до одного року ув'язнення із втратою прав на 2 роки. Звільнений від покарання позбавленням волі на підставі амністії від 7 листопада 1922. Подальша доля невідома.